# Grad Karlsberg
Grad Karlsberg je bil eden od gradov dvojčkov zgrajenih v 12. stoletju na današnjem gozdnatem grebenu med Gosposvetskim poljem in Dolino Gline jugozahodno od Šentvida ob Glini na Koroškem, blizu naselja Karlsberg. Ruševine gradu, ki je bil naseljen vsaj še v 16. stoletju, so danes zgodovinski spomenik. Iz grajskega gospodarskega poslopja je bila  v 17. stoletju zgrajena graščina Karlsberg, ki obstaja še danes.

## Zgodovina
Grad - trdnjavo na Charlsperchu se v listinah prvič omenja leta 1168 in ga je verjetno okoli leta 1160 zgradil Karl Prevarjski ali Projernski. Leta 1169 se je po trdnjavi imenoval Wichard Karlsberški, domnevno Karlov sin. Karlsberški so bili od leta 1265 maršali koroškega vojvode, leta 1294 pa so morali zaradi vpletenosti v zaroto proti vojvodi zapustiti deželo. Maršalski urad in grad Karlsberg sta pripadla Konradu Aufensteinskemu, ki je prišel s Tirolske († 1138), ki se je izkazal z uspešnim zatrtjem upora plemstva. Tudi gospodje Auffensteinski so se vojvodi čez stoletje in pol kasneje uprli, a so bili leta 1368 odločilno poraženi in odstavljeni s svojih pridobljenih posesti. Delno uničeni Karlsberg je pripadel Habsburžanom, ki so ga podeljevali v najem ali oskrbo grajskim grofom in skrbnikom. Leta 1548 je Ferdinand Avstrijski posest zastavil Sigmundu Khevenhüllerju, ki je leta 1586 končno odkupil Karlsberg. Jurij Khevenhüller je bil leta 1629 prisiljen prodati grad in posestvo, ker je kot luteran moral zapustiti državo zaradi protireformacije. Novi lastnik je postal bamberški vicedom Franc baron Hatzfeldski, ki je umrl leta 1642 kot knezo-škof bamberške škofije. Različnim drugim lastnikom je leta 1687 sledil Janez von Goëss, krški škof, drugi visoki katoliški dostojanstvenik kot lastnik Karlsberga. V tem času je grad že propadal in zgradili so njegovo naslednico, graščino Karlsberg. Tako grajske ruševine kot graščina so zdaj v lasti plemiške družine Goëss.

## Oris stavbe

### Gornji grad
Glavni grad ali Gornji grad je bil zgrajen na planoti v izmeri okoli 45 × 30 metrov na višini dobrih 720 metrov. Pet- ali šest nadstropna stavba z več kot tri metre debelimi zidovi iz začetka 14. stoletja je bila ena najmogočnejših utrdb v srednji Evropi. Leta 1688 so jo razstrelili; Še vedno stoji strmo dvigajoč se vogal, ki je znamenitost kompleksa in se zaradi svoje oblike popularno imenuje zob. Dobro so vidni ostanki grajske kapele z okroglo apsido, obrnjeno proti jugu; Vendar pa od palasa ni ostalo skoraj nobenih sledi. Kompleks je bil obdan z delno dvojnim obzidjem. Grajski [[obrambni jarek|jarki]g, ki so tudi varovali kompleks, so še dobro vidni.

### Spodnji grad
Približno 200 metrov severovzhodno od Gornjega gradu in približno 30 metrov nižje je na grebenu nastal Spodnji grad (ali predgradje). Še vedno sta ohranjena dva majhna umetna griča, ležeča drug ob drugem, vsak obdan z jarkom. Na severovzhodu dveh hribov še danes stoji mogočni trinadstropni romanski stolp (spustni stolp) na površini skoraj 10 × 10 metrov. Dostop do stolpa je bil v višini 2. nadstropja. Sedanji dostop v pritličju je nastal šele kasneje.
- Gornji grad, ostanek utrdbe
- Gornji grad, ostanki obzidja na južni strani
- Spodnji grad z jarkom
- Stolp spodnjega gradu